# Ein Kater schwarz wie die Nacht
Ein Kater schwarz wie die Nacht (2000) (schwed. Katten som älskade regn, 1992) ist ein für Kinder geschriebener Roman des schwedischen Schriftstellers Henning Mankell, der im Oetinger Verlag auf Deutsch (orig.: Rabén & Sjögren) erschien.

## Inhalt
Der kleine Lukas bekommt zu seinem sechsten Geburtstag einen kleinen schwarzen Kater geschenkt, der »Munkel« genannt wird. Als der Kater, den zu lieben und für den Lukas die Verantwortung zu tragen lernt und der vom größeren Bruder »Wirbel« stets beargwöhnt wurde, nach kurzer Zeit verschwindet, konzentriert sich Lukas’ ganze Existenz auf den Wunsch, ihn zu suchen und wiederzufinden. Einmal beschließt der kleine Junge sogar zu werden wie eine Katze, um seinen Kater wiederzufinden. Lukas packt seine Sachen und verlässt sein Haus, um die Katze zu suchen. Nach einem Spaziergang mit dem Vater, der ihn zu trösten versucht, entwickelt er die Vorstellung einer Traumwelt, in der sein Kater sich befindet, und er versucht, ihn zu erreichen, indem er Briefe an ihn unter einen Johannisbeerstrauch legt.
Ein Kater schwarz wie die Nacht ist somit weniger eine Katzengeschichte als eine Erzählung zwischen Abenteuer- und Kinderroman. Mit einem präzisen Blick in die »ganz normale« Familie mit konservativer Rollenverteilung (Vater arbeitet und verdient das Geld, Mutter ist Hausfrau) erzählt Mankell von den großen Gefühlen eines kleinen Jungen: Während seiner Suche erlebt dieser ebenso Angst und Wut wie Freude und Trauer, entdeckt seinen in der Traurigkeit fundierten Hang zur Ehrlichkeit (vgl.44), bestaunt die Begriffsstutzigkeit der Erwachsenen (53), überlistet Nachbarn (vgl. 54) und gerät an jene Grenze, an der nicht mehr jede Frage eine Antwort findet (vgl. 58).

## Weitere mediale Umsetzungen
Bereits 2001 erschien beim Musiklabel Deutsche Grammophon eine deutschsprachige Hörbuchfassung auf zwei CD, gelesen von der Schauspielerin Antje von der Ahe. Im Jahr 2003 erschien beim Plattenlabel Tudor Recording AG in der Schweiz eine vom Oetinger Verlag lizenzierte Hörbuchfassung der Übersetzung von Katja Alves, erzählt von Franziska Maria von Arb. Laut Trackliste bei Discogs ist das Ganze auf Schwyzer-Dütsch vorgetragen.
Der Verlag an der Este vermittelt Unterrichtsmaterialien zum Buch für die 3. oder 4. Grundschulklassenstufe, die das Themengebiet Trauer/Tod, Familie betreffen.
Eine deutschsprachige Bühnenbearbeitung als Theaterstück für Kinder ab 5 Jahren wurde im Theater die katakombe, theater für kinder in Frankfurt am Main 2017/2018 aufgeführt. Weiterhin buchbar sind Aufführungen des Stücks von der Theatergruppe Compagnie en Route aus Frankfurt am Main mit zwei Schauspielern und der Regie von Carola Moritz. Die Aufführungsrechte des Bühnentexts liegen beim S. Fischer Verlag.

## Belege
1. ↑  Ein Kater Schwarz Wie Die Nacht, Discogs, abgerufen am 9. November 2021
2. ↑  CD: Henning Mankell – Ein Kater Schwarz Wie Die Nacht, Discogs, abgerufen am 9. November 2021
3. ↑  Ein Kater schwarz wie die Nacht (Memento des Originals vom 9. November 2021 im Internet Archive)  Info: Der Archivlink wurde automatisch eingesetzt und noch nicht geprüft. Bitte prüfe Original- und Archivlink gemäß Anleitung und entferne dann diesen Hinweis., verlageste.de, abgerufen am 9. November 2021
4. ↑  Webarchive der Bühnenstückliste der Katakombe vom 23. Juli 2018, abgerufen am 9. November 2021
5. ↑  Kater schwarz wie die Nacht nach dem Buch von Henning Mankell, Theaterstück für Kinder ab 5 Jahren, compagnie-en-route.eu, abgerufen am 9. November 2021